# Partido Comunista de la República Socialista Soviética de Lituania
El Partido Comunista de la República Socialista Soviética de Lituania (en ruso: Коммунисти́ческая па́ртия Литовской ССР, abreviado como КП ЛиССР, en lituano: Lietuvos TSR komunistų partija) era la rama a nivel regional del Partido Comunista de la Unión Soviética en la RSS de Lituania, una de las repúblicas constituyentes de la Unión Soviética. Fue fundado a comienzos de octubre de 1918 y disuelto a fines de agosto de 1991. En la década de 1980 llegó a tener 165.800 miembros.

## Historia
Las primeras organizaciones socialdemócratas lituanas existieron en Petrogrado entre 1900 y 1919. En 1901, se fundó un grupo clandestino que operó bajo la dirección del comité noroeste del Partido Obrero Socialdemócrata de Rusia.  Las actividades de los bolcheviques contribuyeron al fortalecimiento de la corriente revolucionaria en las filas del movimiento socialdemócrata lituano. Durante los años de la reacción y del nuevo ascenso revolucionario, los socialdemócratas revolucionarios del SDPL (Eidukevičius, Mickevičius-Kapsukas y otros) establecieron contacto con Lenin y colaboraron en la prensa bolchevique. La conferencia de los grupos socialdemócratas lituanos (Petrogrado, 21 de noviembre de 1916) decidió unirse al Partido Bolchevique y formar su región lituana. Después de la Revolución de Febrero de 1917, los bolcheviques lituanos surgieron de la clandestinidad. Los delegados de los bolcheviques lituanos en el VI Congreso del POSDR(b) (julio-agosto de 1917) informaron que en sus filas había alrededor de 2,000 personas. En septiembre de 1917, en lugar de distritos, se crearon secciones lituanas del POSDR(b). El 10 (23) de octubre de 1917, el Comité Central del POSDR(b) aprobó el Buró Central Provisional de las secciones lituanas encabezado por Vincas Mickevičius-Kapsukas. En relación con la unificación de las Repúblicas Soviéticas de Lituania y Bielorrusia en la RSS de Lituania-Bielorrusia, las organizaciones del partido de Lituania y Bielorrusia se unieron en marzo de 1919 en una sola organización denominada Partido Comunista de la RSS de Lituania-Bielorrusia como parte del PCR (b).
El partido funcionó ilegalmente hasta 1940. En el momento de la formación de la República Socialista Soviética de Lituania, el Partido Comunista estaba encabezado por Antanas Sniečkus, quien había sido designado el 15 de agosto de 1940 durante el pleno del Comité Central del Partido. Se consideró las tareas de desarrollo de la república, y el 8 de octubre de 1940, el Partido Comunista de la RSS de Lituania se convirtió en una de las ramas locales del Partido Comunista de toda la Unión (bolchevique). El V Congreso del Partido Comunista (Bolchevique) de Lituania (febrero de 1941) aprobó el plan económico de la RSS de Lituania para 1941, adoptado por el Comité Central del Partido Comunista de toda la Unión (Bolchevique) y el Consejo de Comisarios del Pueblo de la URSS.
 Durante la Gran Guerra Patria de entre 1941 y 1945, el partido guió la lucha del pueblo lituano contra los ocupantes nazis y los colaboracionistas burgueses. El trabajo del partido estaba dirigido por el primer secretario Sniečkus. Las organizaciones del Partido y del Komsomol publicaron periódicos y folletos. Después de la liberación del territorio de la república, el Partido Comunista (bolchevique) de Lituania. dirigió sus esfuerzos a la restauración y el fortalecimiento de los órganos del poder soviético y a la implementación de reformas socialistas. El Partido Comunista de la RSS de Lituania fue asistido por el Comité Central del Partido Comunista de toda la Unión (bolcheviques) y el Politburó para la RSS de Lituania. En la organización territorial lituana, el primer secretario del Comité Central del partido (siempre lituano) era el gobernador de facto de la república constituyente. El segundo secretario era siempre un ruso designado por Moscú. los comunistas de Lituania fortalecieron y aumentaron la preparación combativa de la organización del partido. Miles de obreros avanzados, campesinos colectivos y los mejores representantes de la intelectualidad se unieron en las filas del Partido Comunista de la RSS de Lituania. Las organizaciones del partido de la república han realizado un gran trabajo en la lucha contra la ideología burguesa y en la educación de los obreros en el espíritu del internacionalismo socialista.
El XVI Congreso del Partido Comunista de la RSS de Lituania (marzo de 1971) resumió los resultados del desarrollo de la economía nacional y la cultura de la república, resumió la experiencia acumulada y esbozó las medidas para implementar las tareas de construcción comunista planteadas al pueblo soviético por el Programa del PCUS y el plan quinquenal de desarrollo de la economía nacional de la URSS para 1971-75. Un lugar importante en los trabajos del XVI Congreso del Partido Comunista de la RSS de Lituania lo ocuparon las cuestiones del trabajo ideológico. Al implementar las decisiones del 24º Congreso del PCUS, el Partido Comunista de Lituania centra su atención en el trabajo organizativo y político entre las masas, mejora la selección, colocación y formación del personal y supervisa la implementación de las decisiones del partido y del gobierno. Bajo la dirección y con la ayuda del Comité Central del PCUS, el Partido Comunista de la RSS de Lltuania logró la transformación de Lituania en una república industrial-agraria desarrollada con una cultura y ciencia florecientes y un alto nivel de vida para sus ciudadanos. El 24 de diciembre de 1989, durante protestas masivas de la Revolución Cantada contra la Unión Soviética en Lituania, el partido se declaró independiente de Partido Comunista de la Unión Soviética. En 1990, el Partido Comunista evolucionó al Partido Laboral Democrático de Lituania, el cual en vuelta era más tarde fusionado con Partido Democrático Social de Lituania bajo el último  nombre; pero con el liderazgo dominado por ex-comunistas. El resto del partido ('en la plataforma del Partido Comunista de la Unión Soviética') existió en 1990-91 bajo el liderazgo de Mykolas Burokevičius después de que el partido "tradicional" declaró su independencia de su homólogo de la Unión Soviética. El partido jugó un papel importante en los eventos de enero de 1991 en Lituania e inició la creación del Comité Nacional de Salvación. El Partido Comunista de la RSS de Lituania fue finalmente prohibido en agosto de 1991. 

## Lista de Primeros Secretarios
| # | Imagen | Nombre                           | Inicio                  | Final                   |
| - | ------ | -------------------------------- | ----------------------- | ----------------------- |
| 1 |        | Antanas Sniečkus (1903-1974)     | 21 de julio de 1940     | 22 de enero de 1974     |
| 2 |        | Valerijus Charazovas (1918-2013) | 22 de enero de 1974     | 18 de febrero de 1974   |
| 3 |        | Petras Griškevičius (1924-1987)  | 18 de febrero de 1974   | 14 de noviembre de 1987 |
| 4 |        | Nikolajus Mitkinas (1929-1998)   | 14 de noviembre de 1987 | 1 de diciembre de 1987  |
| 5 |        | Ringaudas Songaila (1929-2019)   | 1 de diciembre de 1987  | 19 de octubre de 1988   |
| 6 |        | Algirdas Brazauskas (1932-2010)  | 19 de octubre de 1988   | 23 de diciembre de 1989 |
| 7 |        | Mykolas Burokevičius (1927-2016) | 23 de diciembre de 1989 | 24 de agosto de 1991    |

## Congresos y Conferencias
| Reunión                     | Fecha                                    | Lugar      |
| --------------------------- | ---------------------------------------- | ---------- |
| I Congreso                  | 1 al 3 de octubre de 1918                | Vilna      |
| II Congreso                 | 4 al 6 de marzo de 1919                  | Vilna      |
| III Congreso                | 24 al 29 de octubre de 1921              | Königsberg |
| IV Congreso                 | 17 al 21 de julio de 1924                | Moscú      |
| III Conferencia             | 23 al 24 de enero de 1926                | Kaunas     |
| IV Conferencia              | 10 de septiembre al 1 de octubre de 1927 | Moscú      |
| V Conferencia               | 8 al 17 de septiembre de 1933            | Moscú      |
| V Congreso                  | 5 al 9 de febrero de 1941                | Vilna      |
| VI Congreso                 | 15 al 18 de febrero de 1949              | Vilna      |
| VII Congreso                | 22 al 25 de septiembre de 1952           | Vilna      |
| VIII Congreso               | 16 al 19 de febrero de 1954              | Vilna      |
| IX Congreso                 | 24 al 27 de enero de 1956                | Vilna      |
| X Congreso                  | 12 al 15 de febrero de 1958              | Vilna      |
| XI Congreso                 | 14 al 16 de enero de 1959                | Vilna      |
| XII Congreso                | 1 al 3 de marzo de 1960                  | Vilna      |
| XIII Congreso               | 27 al 29 de septiembre de 1961           | Vilna      |
| XIV Congreso                | 9 al 10 de enero de 1964                 | Vilna      |
| XV Congreso                 | 3 al 5 de marzo de 1966                  | Vilna      |
| XVI Congreso                | 3 al 5 de marzo de 1971                  | Vilna      |
| XVII Congreso               | 22 al 22 de enero de 1976                | Vilna      |
| XVIII Congreso              | 29 al 30 de enero de 1981                | Vilna      |
| XIX Congreso                | 24 al 25 de enero de 1986                | Vilna      |
| XX Congreso                 | 19 al 23 de diciembre de 1989            | Vilna      |
| XXI Congreso Extraordinario | 8 al 9 de diciembre de 1990              | Vilna      |